# Thomas Dillen Jones
Thomas Dillen Jones foi um arquitecto inglês que construiu o Palácio de Cristal (Porto) em 1861.